# Collegio del Mondo Unito dell'Adriatico
Il Collegio del Mondo Unito dell'Adriatico O.N.L.U.S. (in inglese UWC Adriatic o UWCAD) è una scuola indipendente, parte dei Collegi del Mondo Unito (UWC - United World Colleges), un movimento internazionale che riunisce studenti con lo scopo di promuovere la pace e la cooperazione internazionale. La scuola è frequentata da circa 200 studenti, di età compresa tra 16 e 19 anni. Il Collegio offre un programma di studio biennale finalizzato al conseguimento del baccellierato internazionale, un esame equipollente alla maturità italiana.
La scuola è situata nella località di Duino, comune di Duino-Aurisina, in provincia di Trieste, Friuli-Venezia Giulia. La scuola è stata fondata nel 1982, con il contributo della Regione Autonoma del Friuli-Venezia Giulia e del Ministero degli Affari Esteri, che sono ancora i due maggiori sostenitori del Collegio dal punto di vista finanziario.

## I Collegi del Mondo Unito
I Collegi del Mondo Unito (UWC) sono un'organizzazione internazionale fondata durante la guerra fredda, che mira a promuovere il dialogo tra culture diverse attraverso l'educazione e l'interazione tra ragazzi di diverse culture, che vivono e studiano insieme. Il movimento comprende: i 18 Collegi del Mondo Unito situati in Canada, Stati Uniti, India, Italia, Norvegia, Singapore, eSwatini, Hong Kong, Regno Unito, Costa Rica, Bosnia Erzegovina, Germania, Olanda (Collegio aperto nel 2010), Armenia (2014), Cina (2015), Thailandia (2016), Giappone (2017), Tanzania; un ufficio di UWC International a Londra; Commissioni Nazionali in più di 155 paesi; un network di più di 60 000 ex alunni provenienti da più di 180 paesi.

## Programma di studio
Il Collegio del Mondo Unito dell'Adriatico, in accordo con gli ideali del fondatore del Movimento dei Collegi del Mondo Unito, l'educatore tedesco Kurt Hahn, adotta un approccio olistico all'educazione. Il Collegio offre il baccellierato internazionale (IB). La lingua d'insegnamento al Collegio è l'inglese.

## Curiosità
Il Collegio del Mondo Unito dell'Adriatico è il primo Collegio del Mondo Unito ad essere stato aperto in un paese non di madrelingua inglese.
Una delle attuali residenze del Collegio è stata per anni l'hotel Ples di Duino ed è generalmente considerata essere il luogo in cui Ludwig Boltzmann si suicidò nel 1906; nel 2014 è stata apposta sull'edificio una targa commemorativa che ricorda il celebre fisico. L'ultimo piano della residenza è ancora chiuso e si ritiene essere infestato dal fantasma dell'illustre personaggio. Gli studenti sono soliti svolgere l'esame IB di fisica all'interno dell'edificio.
Nel 1985 l'Istituto Poligrafico e Zecca dello Stato Italiano ha coniato una moneta celebrativa da 500 lire in argento per il Collegio del Mondo Unito dell'Adriatico.
Nel 1996 è stato conferito al Collegio del Mondo Unito dell'Adriatico il premio San Giusto d'Oro dai cronisti del Friuli Venezia Giulia.
Ogni anno tre borse di studio erogate dalla Fondazione Giovanni Agnelli vengono assegnate ai tre studenti italiani più meritevoli, consentendo loro di frequentare uno dei 18 college sparsi nel mondo. Le borse di studio sono legate alla memoria di Filippo Caracciolo, cugino del Presidente della Fondazione John Elkann ed ex allievo del Collegio del Galles (UWC Atlantic), mancato prematuramente nel 2013.

## Ex-alunni celebri
- Chrystia Freeland (nata nel 1968), politico canadese.
- Karen Mok (nata nel 1970), cantante cinese.
- Juan Pablo Di Pace (nato nel 1979), attore argentino.
- Lina Attalah (nata nel 1983), giornalista indipendente egiziana.
- Sophie Hawley-Weld (nata nel 1992), cantante statunitense del duo Sofi Tukker.
- Ghil'ad Zuckermann (nato nel 1971), linguista israeliano, esperto di rivitalizzazione linguistica.[5]